# 马特兰迪亚 (米纳斯吉拉斯州)
马特兰迪亚是巴西米纳斯吉拉斯州的一个市镇。总面积282.253平方公里，总人口4662人，人口密度16.5人/平方公里。